# Црногорска кућа фудбала
Црногорска кућа фудбала је пословно-спортски комплекс на Старом аеродрому у Подгорици. Отворена је 21. маја 2016. године, на десету годишњицу обнове државне независности Црне Горе. У њеним просторијама се налази Фудбалски савез Црне Горе.
Отварању су присуствовали представници државног врха Црне Горе и општине Подгорица, председник Светске фудбалске федерације (ФИФА) Ђани Инфантино и тадашњи потпредседник Европске фудбалске федерације (УЕФА) Анхел Марија Виљар, високи званичници европских фудбалских савеза, актуелни и бивши репрезентативци, као и бројни фудбалски радници и пријатељи црногорског савеза.
Комплекс се простире на 3.784 квадратна метра. У склопу њега се налазе гаражни простор, економат и вешерај - у сутерену. У приземљу су рецепција, прес сала, сала за састанке и просторије телевизије ФСЦГ. На првом и другом спрату су сале за састанке и канцеларијски простор. У њима ће администрација савеза и репрезентативне селекције обављати своје активности.

## Фудбалски савез Црне Горе
Фудбалски савез Црне Горе (ФСЦГ) је највиши фудбалски орган који руководим фудбалским такмичењима у Црној Гори са седиштем у Подгорици.
Од 2001. Председник ФСЦГ је бивши фудбалер Дејан Савићевић, који је био и тренер националне селекције. После пријема у УЕФУ именован је 2. фебруара 2007 и први селектор нове Фудбалске репрезентације Црне Горе Зоран Филиповић.
Званични спонзор савеза је Меридиан Спорт.